# St Vigeans Parish Church

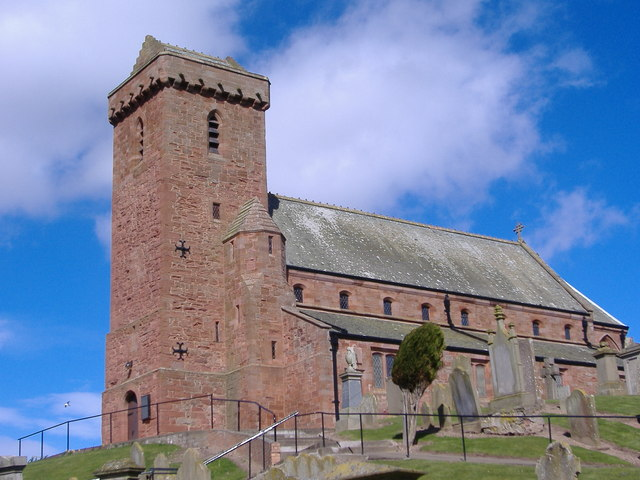
St Vigeans Parish Kirk

Die St Vigeans Parish Church ist eine Pfarrkirche der presbyterianischen Church of Scotland in der schottischen Kleinstadt Arbroath in der Council Area Angus. 1971 wurde das Bauwerk in die schottischen Denkmallisten in der höchsten Denkmalkategorie A aufgenommen. Eine Bruchsteinmauer umfriedet das Areal, die separat als Kategorie-B-Bauwerk geschützt ist.

## Geschichte
Das Kirchengebäude befindet sich vermutlich an einem frühchristlichen Standort in Schottland, der seit dem 7. Jahrhundert genutzt wird. Hiervon zeugt auch die große Anzahl piktischer Symbolsteine und Kreuzplatten, die auf dem Kirchengelände aufgefunden wurden und heute im Museum von St Vigeans ausgestellt sind. Die ältesten Fragmente der heute erhaltenen St Vigeans Parish Church stammen aus dem 12. Jahrhundert. David of Bernham, Bischof von St Andrews, konsekrierte die Kirche im Jahre 1242. Im Laufe des 13., 15. und 19. Jahrhunderts wurde die Kirche überarbeitet und erweitert. So wurden im 15. Jahrhundert die Seitenschiffe sowie der Glockenturm ergänzt. Im Jahre 1871 wurde Robert Rowand Anderson mit der Restaurierung der Kirche betraut.

## Beschreibung
Die St Vigeans Parish Church steht auf einer Anhöhe am rechten Ufer des Brothock Water am Nordostrand von St Vigeans, einem Vorort Arbroaths. Der aus dem 15. Jahrhundert stammende Glockenturm ist der Kirche an der Westseite vorgelagert. Der Ostgiebel schließt mit einer polygonalen Apsis.